# Мир юрского периода 2
«Мир ю́рского пери́ода 2» (Jurassic World: Fallen Kingdom с англ. — «Мир юрского периода: Павшее королевство») — американский научно-фантастический боевик 2018 года режиссёра Хуана Антонио Байоны, снятый по сценарию Колина Треворроу и Дерека Коннолли. Это продолжение к фильму «Мир юрского периода», второй фильм в трилогии «Мир юрского периода» и пятый фильм во франшизе «Парк юрского периода». Крис Прэтт, Брайс Даллас Ховард, Б. Д. Вонг и Джефф Голдблюм повторяют свои роли из предыдущих фильмов, к актёрскому составу присоединились Тоби Джонс, Тед Левин и Рейф Сполл. Фильм рассказывает об Оуэне Грейди и Клэр Диринг, когда они возвращаются на вымышленный центральноамериканский остров Нублар, чтобы спасти оставшихся динозавров от надвигающегося извержения вулкана, чтобы доставить их на материковую часть США, но узнают о скрытых мотивах команды наёмников.
Съёмки проходили с февраля по июль 2017 года в Великобритании и на Гавайях. Премьера фильма состоялась 21 мая 2018 года в Мадриде, 7 июня в СНГ и 22 июня в США компанией Universal Pictures. Фильм заработал более 1,3 миллиардов долларов по всему миру, что делает его третьим фильмом франшизы, преодолевшую отметку в миллиард долларов, и стал третьим кассовым фильмом 2018 года. Он получил смешанные отзывы от критиков, которые в целом хвалили визуальные эффекты и более тёмный тон, другие критиковали сценарий и чувствовали, что серия сошла со своего курса.
Продолжение «Мир юрского периода: Господство» было выпущено в 2022 году.

## Сюжет
Действие фильма в начале происходит в 2016 году, а основные события — в 2018.
Во время ночной бури на острове Нублар, где был расположен парк «Мир юрского периода», разрушенный несколькими месяцами ранее, команда наёмников использует подводный аппарат для добычи образца ДНК погибшего гибрида — Индоминуса Рекса, останки которого находятся в лагуне мозазавра. Когда образец кости Индоминуса был отправлен на поверхность, неожиданно появляется мозазавр, который уничтожает аппарат. Тем временем вертолёт, подобравший образец, а также наёмник, поддерживавший связь с людьми в аппарате, подвергаются нападению тираннозавра. Вертолёту удаётся спастись, однако наёмник-связист, вися на аварийной лестнице, оказывается съеден мозазавром, выпрыгнувшим из воды. И, так как наёмник не успел закрыть ворота лагуны, мозазавр выплывает в открытый океан.
В 2018 на материке идёт дискуссия о том, следует ли спасать динозавров острова Нублар от надвигающегося извержения вулкана. Во время слушания в Сенате США Ян Малкольм утверждает, что динозавров следует оставить умирать. Бывшая управляющая парка, Клэр Диринг, создала группу защиты динозавров, чтобы спасти существ с помощью бывшего техника парка Франклина и палеоветеринара Зии. Однако, с решением Сената отказаться от спасения динозавров, миссия Клэр, как все думали, закончилась, но с ней неожиданно связывается Бенджамин Локвуд, бывший партнёр Хаммонда по созданию технологии клонирования ДНК динозавра. В поместье Локвуда, в Северной Калифорнии, Клэр встречает Бенджамина, его помощника Илая Миллса и внучку Локвуда Мейзи, которую он принял после того, как её родители погибли в автокатастрофе. Бенджамин, Илай и Клэр планируют секретную миссию спасения, чтобы отправить динозавров в новый островной заповедник, где они будут жить без вмешательства человека. Для этого им нужно активировать на острове систему слежения за динозаврами, что невозможно без помощи Клэр, но Илай обеспокоен тем, что найти и поймать Блю, последнего выжившего велоцираптора, будет сложно. Клэр просит бывшего дрессировщика рапторов, Оуэна Грейди, присоединиться к миссии, ради спасения Блю. Поначалу Оуэн отказывается, но у себя дома он просматривает видеозаписи, где он дрессирует ещё маленьких велоцирапторов и рассказывает о талантах Блю, о том, как она проявляет любопытство, сострадание и прочие чувства.
Группа спасения, возглавляемая наёмником Кеном Уитли, прибывает на остров Нублар. Клэр и Франклин активируют систему слежения парка, в то время как Оуэн и остальная команда ищут Блю. Найдя велоцираптора, Оуэн налаживает с ним контакт, но наёмники усыпляют динозавра дротиками, при этом один из них, защищаясь, стреляет Блю в ногу из боевого пистолета. Оуэн негодует, но его также усыпляют. Подоспевшая Зия угрожает наёмникам пистолетом и приказывает сложить оружие, иначе она не окажет помощи раненной Блю, которая обязательно нужна живой. Наёмники складывают оружие, но похищают Зию вместе с Блю, оставив усыплённого Оуэна умирать. В это время уже начинается извержение вулкана. Проходящий мимо синоцератопс вылизывает Оуэна, тот приходит в себя, видит надвигающуюся лаву и пытается спастись от неё, постепенно возвращая контроль над телом.
Тем временем Клэр и Франклин оказываются запертыми в обесточенном катаклизмом бункере. Франклину удаётся открыть один из проходов, но из него появляется барионикс. С потолка начинает сочиться лава, которая не позволяет динозавру сразу же добраться до людей. Герои сбегают через лестничный люк, заперев его за собой.
Выбравшись на поверхность, герои видят выбегающего из леса Оуэна, который кричит, что им нужно бежать. Тут же из леса появляются всевозможные обитатели острова, спасающиеся от извержения. Убегая, герои наталкиваются на гиросферу и прячутся за неё. После того как большинство динозавров пробежало, они хотят уехать на ней, но тут Оуэн замечает карнотавра, который нападает на гиросферу, однако его отвлекает пробегавший мимо синоцератопс. После непродолжительной схватки и бегства противника хищник вновь предпринимает попытку нападения, но его почти сразу же убивает тираннозавр, который после этого убегает дальше. Клэр и Франклин едут на гиросфере, но впереди их ждёт обрыв в океан, куда они и падают. Бегущий позади Оуэн успевает прыгнуть вслед за ними и открыть тонущую гиросферу.
Герои оказываются выброшенными на пляж неподалёку от корабля наёмников, куда те в спешке грузят пойманных динозавров. Клэр понимает, что Илай и Кен обманули их. Героям удаётся в последний момент запрыгнуть внутрь уплывающего корабля на грузовике. Уплывая, они видят на пристани брахиозавра, драматично погибающего в облаках дыма.
Тем временем в особняке Локвуда Мейзи замечает, как Миллс разговаривает с аукционистом Гуннаром Эверсоллом по поводу продажи пойманных динозавров, а также узнаёт о входе в секретную подземную лабораторию. Она пытается всё рассказать дедушке, но тот говорит, чтобы та шла спать. Девочка пробирается в лабораторию, где смотрит видео, на которых Оуэн дрессирует рапторов. Неожиданно в лабораторию входят Миллс и генетик Генри Ву, принимавший участие в создании динозавров в обоих парках. Они обсуждают создание нового боевого гибрида — индораптора, сделанного на основе ДНК Индоминуса Рекса, а также то, как важно доставить Блю живой и невредимой. Мейзи, пытаясь спрятаться, натыкается на клетку с индораптором, который пугает и выдаёт её. Миллс запирает девочку в её комнате и вынуждается зайти к Локвуду, у которого есть очень важный разговор. Локвуд обвиняет Миллса в предательстве и просит его самому позвонить в полицию и признаться в незаконной продаже динозавров, но тот убивает его, задушив подушкой. Мейзи удаётся выбраться из своей комнаты и по карнизу добраться до комнаты дедушки, но она обнаруживает его мёртвым и прячется в подъёмнике. В комнату заходят няня Мейзи и Миллс, который делает вид, что смерть Локвуда произошла сама собой и что это для него большая потеря, а также увольняет няню, несмотря на то, что та уже много лет работала на Локвуда. Мейзи слышит это и успевает скрыться в последний момент, когда Миллс решил проверить шум в шахте подъёмника.
На корабле герои находят клетку с Блю, которую лечит Зия. Та говорит, что динозавру срочно нужно переливание крови, и что нужно найти подходящего донора. Франклин остаётся помогать Зие, тогда как Оуэн и Клэр забираются в клетку с усыплённым тираннозавром, который во время переливания крови успевает проснуться. Героям чудом удаётся выбраться из клетки и вернуться к Блю, которой благополучно извлекают пулю. Но уже подходит время высадки, и случайно попавшегося на глаза Франклина наёмники принимают за грузчика и отводят с собой. Зия остаётся с Блю, а Клэр и Оуэн садятся за руль грузовика, вынуждаясь ехать вместе с наёмниками. По пути они понимают, что машины движутся в поместье Локвуда. Они собираются сбежать из машины и вызвать полицию, но их обнаруживает Уитли, который приводит их к Миллсу в лабораторию. Тот объясняет Клэр, что аттракцион индоминуса был лишь прикрытием для попытки создания живого оружия и запирает героев в одной из клеток, в которых находятся все привезённые динозавры. Оуэн обнаруживает в соседней клетке стигимолоха, пришедшего в себя после транквилизаторов. Поняв, что динозавр агрессивно реагирует на свистки, Оуэн вынуждает его разрушить стену между клетками, а потом и входную решётку. Освободившись, герои встречают испуганную Мейзи, которая сильно горюет по смерти своего деда.
Начинается аукцион по продаже фауны острова Нублар, на который съезжаются десятки богачей со всего света. В это время герои пробираются за некую решётку, украшающую стенки зала, и наблюдают за показом. После продажи всех пойманных динозавров Миллс и Эверсолл демонстрируют индораптора, реагирующего на специальные лазерные сигналы, чем сильно шокируют героев. Несмотря на то, что гибрид не предназначался для продажи, богачи предлагают за него огромные деньги, из-за чего Миллс в конце концов открывает торги, несмотря на протесты Ву.
Чтобы сорвать аукцион, Оуэн запускает в лифт ранее освобождённого стигимолоха, который устраивает в зале погром. Оуэн вступает в бой с охраной. Видя убегающих из здания людей, Уитли заходит внутрь и обнаруживает запертого индораптора. Так как Уитли коллекционирует зубы динозавров, он принимает решение под шумок усыпить динозавра и вырвать у него очередной зуб для своей коллекции. Однако хищник только сделал вид, что уснул, а потому, когда Уитли открывает клетку и пытается вырвать зуб, убивает его и выбирается на волю. Эверсолл, вместе с некоторыми богачами, укрывается в лифте. В последний момент набирая код для закрытия дверей, Гуннар считает, что всё обошлось, но индораптор при помощи хвоста выводит из строя панель лифта, что приводит к открытию дверей и гибели всех находящихся внутри.
Оуэн, Клэр и Мейзи оказываются под прицелом двух охранников и Илая. Тот пытается подозвать к себе девочку, но та отказывается. После чего Миллс говорит, что Джон Хаммонд и Локвуд поссорились именно из-за того, что последний решил воссоздать свою погибшую дочь (якобы маму Мейзи) в виде клона, которым Мейзи и является. Но неожиданно появляется индораптор, который убивает охранников Илая, что даёт героям шанс убежать.
В это время Ву вместе с другими учёными собирается спасти и увезти в безопасное место образцы ДНК Индоминуса Рекса, а также Блю. Франклина же вновь принимают за обслуживающий персонал. Ву говорит Зие, что раптор нужен здоровым и что его ДНК абсолютно чисто для выведения дальнейших гибридов. Зия говорит ему о переливании раптору крови тираннозавра, чем шокирует учёного и выводит его из себя. Франклин усыпляет Ву, но героев окружает охрана. Зия открывает клетку с Блю и выпускает её на свободу. Раптор убивает охрану и даёт героям шанс спастись, сам чудом избегая гибели от взрыва газового баллона, повреждённого охраной.
Клэр, Оуэн и Мейзи спасаются от индораптора в особняке. В результате стычки Мейзи отделяется от взрослых и вынуждена сама спасаться от гибрида. Она умудряется это сделать в последний момент, поднявшись на подъёмнике в свою комнату и спрятавшись под одеяло. Динозавр лезет на крышу и через окно пробирается в комнату. Неожиданно в комнату забегает Оуэн с подобранным у охранника автоматом и стреляет в него, тратя все имеющиеся патроны. Индораптор отстаёт от девочки и дезориентируется, но пули не приносят ему существенного вреда, и он готовится напасть на Оуэна. Тут же в комнате появляется Блю и нападает на гибрид. Оуэн и Мейзи спасаются по наружному карнизу, но вынуждены спуститься на ярус ниже. Они забираются на стеклянную крышу музея, в то время как индораптор следует за ними. Поняв, что стекло его не выдержит, динозавр начинает медленно продвигаться по центральной балке. Неожиданно сзади появляется Клэр с оружием-указателем и вынуждает индораптора атаковать Оуэна, в надежде, что динозавр провалится вниз. Это почти удаётся, но индораптор цепляется за балки и избегает падения. Но тут на него нападает Блю, и они вместе падают в музей. Гибрид падает на череп трицератопса, оказывается пронзён его рогами и убит Блю.
К героям выбегают Франклин и Зия, которые говорят, что в лаборатории происходит утечка ядовитого газа, который может убить всех динозавров. Спустившись в лабораторию, Клэр выпускает всех динозавров из клеток, но не открывает ворота наружу, боясь последствий. Мейзи сама нажимает на кнопку, объясняя это тем, что динозавров нельзя оставить умирать.
В это время Илай собирается уехать с образцом кости Индоминуса Рекса, но замечает открывшиеся ворота и бегущих оттуда динозавров. Он прячется под машину, но роняет образцы. Когда динозавры пробегают, Миллс вылезает и подходит подобрать образец. Позади него появляется карнотавр, собирающийся атаковать, но неожиданно из зарослей появляется тираннозавр, который убивает Илая, прогоняет карнотавра и растаптывает образец ДНК Индоминуса Рекса, предотвращая выведение новых динозавров-гибридов.
Герои выходят из особняка и встречают Блю. Оуэн вновь общается с ней, после чего она убегает.
Ян Малкольм в Сенате высказывает предположение, что скоро начнётся эра, в которой люди и динозавры будут вынуждены сосуществовать («На Земле грядёт новый юрский период»). В это же время показывают кадры, как освободившийся в начале фильма мозазавр атакует туристический пляж, а также как тираннозавр ломает ограду и попадает в вольер со львами зоопарка, тем самым открывая хищникам путь к свободе. Оуэн, Клэр и Мейзи едут в джипе по побережью, а велоцираптор Блю встречает восход.
В сцене после титров показаны птеранодоны, прилетающие ночью в Лас-Вегас.

## В ролях
- Крис Прэтт — Оуэн Грейди
- Брайс Даллас Ховард — Клэр Дэринг
- Рейф Сполл — Илай Миллс
- Джастис Смит — Франклин Уэбб
- Даниэлла Пинеда — Зия Родригес
- Джеймс Кромвелл — Бенджамин Локвуд
- Тоби Джонс — Гуннар Эверсолл
- Тед Левин — Кен Уитли
- Джефф Голдблюм — доктор Ян Малкольм
- Б. Д. Вонг — доктор Генри Ву
- Джеральдина Чаплин — Айрис, домработница Локвудов
- Изабелла Сермон[нем.] — Мейзи Локвуд
- Питер Джейсон — сенатор Шервуд
- Роберт Эммс — техник-наёмник
- Джон Швоб — техник-оператор
- Фейт Фей — наёмница
- Майкл Пападжон — подрядчик «InGen»
- Даниил Стисен — российский телохранитель
- Филиппа Томас — ведущая новостей Би-би-си (камео)

## Производство
В июле 2015 года компания Universal объявила о начале работы над сиквелом к фильму «Мир юрского периода», с предполагаемой датой релиза в США — 22 июня 2018 года. Стало известно, что работу над сценарием для продолжения фильма «Мир Юрского периода» продолжат Колин Треворроу и Дерек Коннолли, которые ранее уже сотрудничали в работе над первым фильмом. Также было объявлено, что продюсером снова выступит Фрэнк Маршалл, а Стивен Спилберг и Колин Треворроу займут должности исполнительных продюсеров. Крис Прэтт и Брайс Даллас Ховард вернутся к своим ролям из первого фильма.
В апреле 2016 года Хуан Антонио Байона был назначен режиссёром фильма. К числу продюсеров присоединились Белен Атьенса и Патрик Кроули. После назначения Байоны Треворроу сказал о фильме: «Мы выводим франшизу на новый уровень. Хуан Антонио Байона — невероятный режиссёр, и я уверен, что он расширит границы возможного в фильме „Мир юрского периода“. Думаю, важно рисковать. Франшиза либо будет развиваться, либо погибнет». Треворроу и Байона тесно сотрудничали на протяжении всей работы над фильмом. Фильм под рабочим названием «Древнее будущее» находился на стадии полной предпродакшн-подготовки к июлю 2016 года, на этом этапе уже создавались раскадровки. Эндрю Николсон был назначен на должность художника-постановщика.
В сентябре 2016 года Байона подтвердил, что фильм станет второй главой запланированной трилогии «Мир юрского периода». Позже в том же году стало известно, что композитор Майкл Джаккино, работавший над первым фильмом, вернется для работы над сиквелом, а Оскар Фаура был утверждён оператором фильма.
В октябре 2016 года начался кастинг на роль девятилетней девочки. На эту роль было прослушано примерно 2,500 девочек, и в итоге она досталась Изабелле Сермон, для которой это стало дебютом в кино. В конце года на роли также были утверждены Тоби Джонс, Рейф Сполл и Джастис Смит.
В начале 2017 года к актёрскому составу присоединились Даниэлла Пинеда, Тед Левайн и Джеймс Кромвелл, а Брэдли Дэррил Вонг подтвердил своё возвращение к роли доктора Генри Ву. Джеральдина Чаплин, снимавшаяся в предыдущих фильмах Байоны, также вошла в состав актёров. Для поддержания секретности на этапе кастинга использовалось рабочее название «Древнее будущее». Во время прослушиваний упоминания о динозаврах заменялись на таких животных, как львы и гризли.
Брайс Даллас Ховард выразила интерес к тому, чтобы в пятом фильме вернулись персонажи из предыдущих частей «Парка юрского периода». В апреле 2017 года было подтверждено, что Джефф Голдблюм снова исполнит роль доктора Иэна Малькольма из первых фильмов серии.
Съёмки фильма начались 23 февраля 2017 года и завершилось 9 июля 2017 года. Часть съёмок проходила в Великобритании, а часть — на Гавайях. В Великобритании основная часть съёмочного процесса велась на киностудии «Пайнвуд».
Фильм стал первой частью франшизы, снятой в формате CinemaScope с широкоэкранным соотношением сторон 2,40:1, так как Байона хотел представить фильм «более масштабным» и «более эпичным».
Динозавры были созданы с использованием комбинации аниматроники и компьютерной графики (CGI). Руководство по созданию существ выполнял художник по спецэффектам Нил Сканлан, а визуальные эффекты курировали Дэвид Викери и Алекс Вутке. В фильме представлено больше видов динозавров, чем в любой предыдущей части серии. Байона хотел включить несколько новых видов динозавров, которые не появлялись в предыдущих фильмах, таких как аллозавр, барионикс, карнотавр, синоцератопс, стигимолох и вымышленный индораптор.

## Кассовые сборы
«Мир юрского периода 2» собрал $417 719 760 в США и Канаде, и $892 746 536 на других территориях, в общей сложности — $1 310 466 296 по всему миру.
Ещё до выхода в США фильм вышел в международный прокат, где заработал 150 миллионов долларов за первый уик-энд. Фильм занял первое место по кассовым сборам в России и СНГ за 7—10 июня, сумма составила 461,7 млн рублей.

## Отзывы и оценки
Фильм получил противоречивые и смешанные отзывы, его оценки были ниже, чем у предыдущей части. По данным агрегатора Rotten Tomatoes, 47 % рецензий были положительными, а средняя оценка составила 5,4/10, по данным Metacritic средняя оценка составила 51/100 — отзывы хуже в этой серии были только у «Парка юрского периода III». Большинство авторов положительно отметило зрелищные спецэффекты картины, но сценарий подвергся критике за логические дыры.
В российской прессе, по данным агрегатора «Критиканство», фильм получил чуть более положительные отзывы, средняя оценка составила 60/100. По данным агрегатора Metacritic — 6 из 10 на основе 36 отзывов. Антон Долин дал фильму высокую оценку, отметив, что новый «Мир юрского периода» — самый серьёзный фильм знаменитой франшизы, с явным зоозащитным акцентом.